# Túrkeve
Túrkeve é uma cidade da Hungria, situada no condado de Jász-Nagykun-Szolnok. Tem 236,52 km² de área e sua população em 2019 foi estimada em 8.462 habitantes.